# Il messicano (film 1970)
Il messicano (Emiliano Zapata) è un film del 1970 diretto da Felipe Cazals.